# Kiss Me Deadly
Kiss Me Deadly – trzeci (chronologicznie czwarty) album studyjny zespołu Generation X wydany (pod nazwą Gen X) w 1981 przez wytwórnię Chrysalis Records. Reedycja CD z 2005 dokonana przez wytwórnię EMI została uzupełniona pięcioma dodatkowymi utworami. 

## Lista utworów
1. „Dancing with Myself” (B. Idol, T. James, B. Andrews) – 3:45
2. „Untouchables” (B. Idol) – 3:36
3. „Happy People” (B. Idol, T. James) – 4:27
4. „Heavens Inside” (B. Idol) – 2:57
5. „Triumph” (B. Idol) – 3:22
6. „Revenge” (B. Idol, T. James) – 4:21
7. „Stars Look Down” (B. Idol, T. James) – 4:38
8. „What Do You Want” (B. Idol, T. James) – 4:07
9. „Poison” (B. Idol, T. James) – 2:58
10. „Oh Mother” (B. Idol, T. James, T. Chimes) – 3:33

CD 2005
1. „Hubble Bubble Toil and Dubble” (B. Idol, T. James) – 8:28
2. „Loopy Dub” (B. Idol, T. James) – 5:04
3. „Ugly Dub” (B. Idol, T. James) – 3:07
4. „From the Heart (live)” (B. Idol, T. James) – 2:19
5. „Andy Warhol (live)” (D. Bowie) – 3:28

## Skład
- Billy Idol – śpiew, gitara
- Tony James – gitara basowa
- Terry Chimes – perkusja
- James Stevenson – gitara

gościnnie
- Steve Jones − gitara
- John McGeoch − gitara
- Steve New − gitara

produkcja
- Nigel Walker – inżynier dźwięku
- Rick Isbell – inżynier dźwięku
- Keith Forsey – produkcja